# 小倉トンネル (岩手県)
小倉トンネル（こぐらトンネル）は、岩手県二戸郡一戸町と九戸郡九戸村に跨る岩手県道5号一戸山形線の道路トンネルである。
岩手県北部と沿岸部を結ぶ主要道路ではあるが、当トンネルは戦後間もないころに完成したため旧規格のままである。

## 路線データ
- 完成:1949年
- 長さ:288m